# Harlebucht

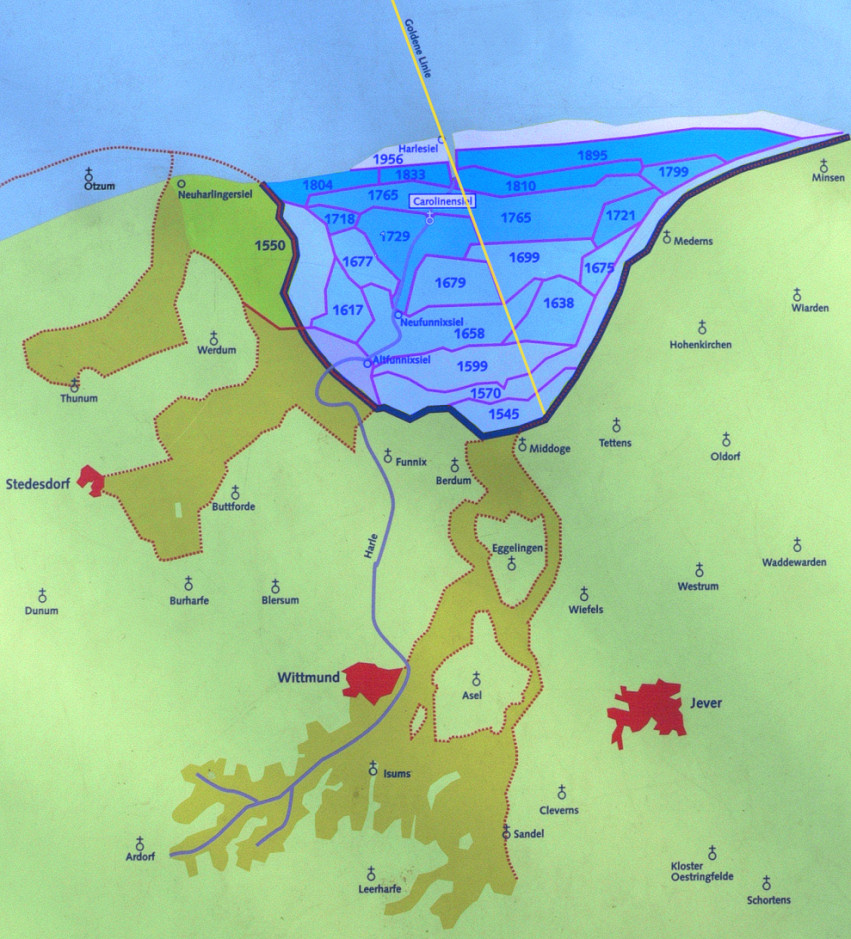
Frühere Harlebucht (blau) mit Goldener Linie, die Jahreszahlen auf den Feldern geben das Jahr der Eindeichung an

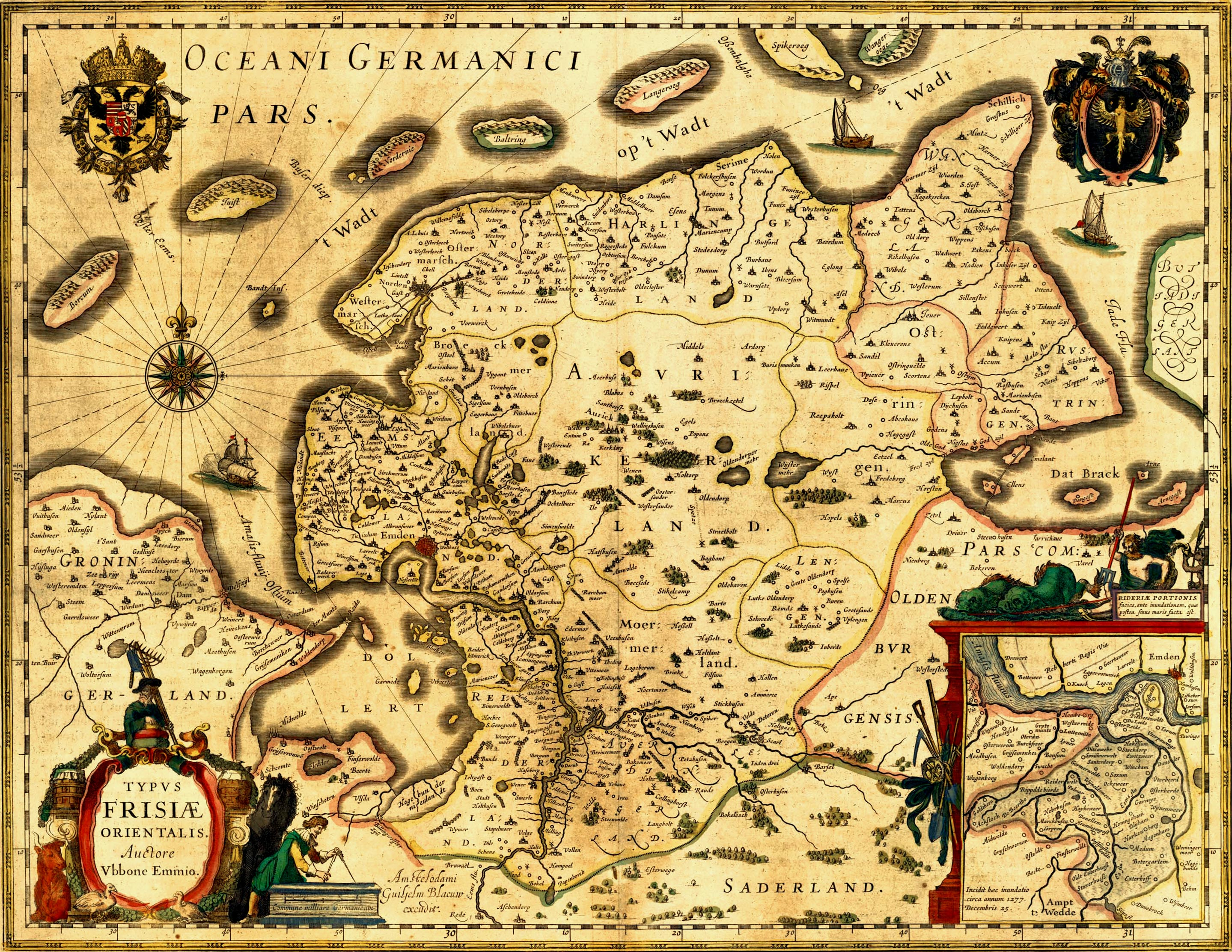
Ostfriesland um 1600, gezeichnet von Ubbo Emmius

Die Harlebucht war ursprünglich eine rund 15 Kilometer breite und etwa 10 Kilometer ins Landesinnere reichende Meeresbucht nördlich von Wittmund im heutigen Friesland und Ostfriesland. Die Wassereinbrüche der Zweiten Marcellusflut 1362 ins Hinterland bis zur Geest bei Jever ließen Nebenbuchten entstehen und vergrößerten die Harlebucht enorm. Um 1550 begann die Eindeichung der Wasserflächen zur Landgewinnung. Stück um Stück wurde fruchtbares Marschland bis zum Abschluss 1894 mit dem Elisabethgroden gewonnen.

## Lage
Die Bucht erstreckte sich im Westen von Neuharlingersiel bis nach Minsen auf einer Breite von etwa 15 Kilometer. Ins Landesinnere reichte sie etwa 10 Kilometer bis nach Berdum. Auf Satellitenfotos ist das Gebiet des früheren Meeresbodens heute noch gut erkennbar.
Die Küstenlinie vor der Landgewinnung markieren von West nach Ost der Werdumer Altendeich und das alte Deichvorland Werdumer Altengroden, Altfunnixsiel an der Harle, der Berdumer Altendeich, Altgarmssiel am Tettenser Tief, sowie Medernser Altendeich und Mederns im Wangerland. Das Vorrücken der Deiche und Siele lässt sich an zahlreichen weiteren Straßen- und Ortsnamen ablesen.
Mitten durch die frühere Bucht verlief die im 17. Jahrhundert geschaffene Goldene Linie als Grenze zwischen dem Fürstentum Ostfriesland und der Grafschaft Oldenburg. Grund für ihre Festsetzung war die Vermeidung von Streitigkeiten um den Besitz und um die Entwässerung des neu zu gewinnenden Landes.

## Erkundungen per Fahrrad
Das Projekt: „Erfahren der Harlebucht“ (im doppelten Wortsinn: Mit dem Fahrrad unterwegs sein und dabei etwas lernen) nahm seinen Anfang 1994 durch den Museumspädagogen der Alexander-von-Humboldt-Schule Wittmund für das  Sielhafenmuseum Wittmund-Carolinensiel. Es wurde vom  Regionalen Umweltzentrum RUZ in Schortens aufgegriffen und fand mit der Erstellung von acht Fahrrad-Rundtouren in der Harlebucht sein vorläufiges Ende.

## Chronologische Daten
Folgende Ereignisse waren für die Harlebucht relevant:
- 1570: Allerheiligenflut
- 1598: Der Funnixer / Berdumer Altengroden entsteht und erhält 1599 mit der Gründung des Altfunnixsiels einen Abfluss.
- 1600: Das Harlingerland vereinigt sich mit Ostfriesland (Berumer Vergleich)
- 1637: Der Funnixer-Berdumer Neuengroden behält Altfunnixsiel.
- 1638: Die Eindeichung des Garmser Grodens beginnt.
- 1640: Der Neugarmssiel wird errichtet. Altgarmssiel verliert dadurch seine Bedeutung.[2]
- 1658: Eindeichung des Enno-Ludwigs-Grodens und Gründung des Neufunnixsiels.
- 1675: Eindeichung des Anhaltiner Grodens.
- 1677: Der Charlottengroden geht östlich bis Pfahldeich, die Erweiterung findet erst 20 Jahre später statt
- 1698: Der Sophiengroden wird eingedeicht[2]
- 1700: Der Sophiensiel wird errichtet, Neugarmssiel verliert dadurch seine Bedeutung.[2]
- 1717: Weihnachtsflut (Kassfloot)
- 1721: Eindeichung des Friederikengrodens
- 1729: Eindeichung des Carolinengrodens und Gründung des Carolinensiels
- 1744: Ostfriesland fällt an Preußen (26. Mai)
- 1765: Urbarmachungs-Edikt Friedrichs des Großen; Trockenlegung von Sümpfen; Eindeichung des Friedrichs- und des Friedrich-Augusten-Grodens und Gründung der Friedrichsschleuse
- 1776: Eigene Kirche in Carolinensiel (damit Abnabelung von Funnix)
- 1793: Jever fällt an die Fürstin von Anhalt-Zerbst, die Zarin Katharina II. von Russland und ihre Nachkommen.
- 1802: Ersteindeichung des Schwerinsgrodens
- 1806: Eindeichung des Neu-Augusten-Grodens
- 1807: Ostfriesland (und Jever) fallen an die Niederlande
- 1811: Ostfriesland (und Jever) fallen an Frankreich
- 1815: Ostfriesland fällt an Hannover (15. Dezember)
- 1818: Jever fällt an Oldenburg
- 1825: Sturmflut zerstört den Schwerinsgroden
- 1833: Neueindeichung in kleinerem Rahmen abgeschlossen, Schwerinsgroden teilweise rückgewonnen
- 1854 bis 1858: der Raddampfer Concordia befährt die Harle vom Wittmunder Ostermoor bis Carolinensiel; kleinere Ewer bringen Butter und Getreide, Töpferwaren, Raps-Saat und Potterde zum Sielhafen sowie Holz (aus Norwegen) und Steine (aus Holland) und Muscheln (zur Herstellung von Muschelkalk).
- 1866: Landstraße Wittmund–Carolinensiel wird gebaut
- 1894: Der Elisabethgroden schließt das Eindeichungsprojekt der Harlebucht ab